# Cantone di Haute-Ardèche
Il Cantone di Haute-Ardèche è un cantone francese dell'arrondissement di Largentière.
A seguito della riforma approvata con decreto del 13 febbraio 2014, che ha avuto attuazione dopo le elezioni dipartimentali del 2015, è passato da 13 a 41 comuni.

## Composizione
I 13 comuni facenti parte prima della riforma del 2014 erano:
- Astet
- Barnas
- Chirols
- Fabras
- Jaujac
- Lalevade-d'Ardèche
- Mayres
- Meyras
- Pont-de-Labeaume
- Prades
- Saint-Cirgues-de-Prades
- La Souche
- Thueyts

Dal 2015 i comuni appartenenti al cantone sono i seguenti 41:
- Astet
- Barnas
- Le Béage
- Borne
- Burzet
- Cellier-du-Luc
- Chirols
- Coucouron
- Cros-de-Géorand
- Fabras
- Issanlas
- Issarlès
- Jaujac
- Le Lac-d'Issarlès
- Lachapelle-Graillouse
- Lalevade-d'Ardèche
- Lanarce
- Laval-d'Aurelle
- Laveyrune
- Lavillatte
- Lespéron
- Mayres
- Mazan-l'Abbaye
- Meyras
- Montpezat-sous-Bauzon
- Péreyres
- Le Plagnal
- Pont-de-Labeaume
- Prades
- Le Roux
- Sagnes-et-Goudoulet
- Saint-Alban-en-Montagne
- Saint-Cirgues-de-Prades
- Saint-Cirgues-en-Montagne
- Saint-Étienne-de-Lugdarès
- Saint-Laurent-les-Bains
- Saint-Pierre-de-Colombier
- Sainte-Eulalie
- La Souche
- Thueyts
- Usclades-et-Rieutord